# Vasco
Vasco, vascongado o vascuence son términos con diferentes acepciones:
- La etnia vasca es una población preindoeuropea asentada principalmente en el norte de España, en el País Vasco (Vizcaya, Guipúzcoa, Álava), Navarra y en el suroeste de Francia, en el País Vasco Francés (Sola, Baja Navarra y Labort), en el departamento francés de Pirineos Atlánticos. Véase Etnia vasca.
- Los vascos también son los vecinos de las provincias de Álava, Guipúzcoa y Vizcaya, las cuales conforman la comunidad autónoma del País Vasco.
- También, desde el ámbito político y sociocultural, se denomina «vascos» a los habitantes u oriundos de Euskal Herria, territorio situado a ambos lados de los Pirineos en las localizaciones geográficas anteriormente citadas, si bien este concepto es controvertido.
- Asimismo, se usa el adjetivo sustantivizado «vasco» para designar a la lengua propia de los vascos, el euskera o vascuence.
- Estrabón y Plinio identificaron la tribu de los vascones en los actuales territorios de Navarra, norte de Aragón y en el País Vasco francés. A la caída del Imperio romano, una parte se desplazó o emigró a las actuales Álava y Vizcaya.
- Algunos autores sostienen que, en ciertas épocas, el vocablo de «vasco» se refería a los navarros exiliados al otro lado de los Pirineos en el País Vasco francés (Baja Navarra) tras la invasión castellanoaragonesa del Reino de Navarra en 1512.[1]

## Traducción del término
- En euskera se llaman euskal herritarrak (gentilicio de Euskal Herria), euskaldunak ('que hablan vascuence') o el neologismo de Sabino Arana euskotarrak ('vascos étnicos').
- En castellano, vascos, vascuences, vascongados.
- En gallego, euscaldúns o vascos (también se usa la palabra éuscaro para referirse a la lengua vasca).
- En francés e inglés, Basques.
- En catalán, bascs.
- En portugués, bascos (también se registran formas como euscaldunes, escaldunes, euscaldunos o escaldunos).
- En gascón, bascos.
- En alemán y neerlandés, Basken.
- En italiano, baschi.
- En húngaro, baszkok
- En griego, Bάσκοι (váski).
- En polaco, baskowie

## Consideraciones previas sobre aspectos polémicos
A lo largo del siglo XX y en la actualidad, los vascos mantienen una polémica interna y con el resto de los pueblos con los que se relacionan acerca de la naturaleza, extensión y consecuencias de la condición de vasco.
Las tendencias constitucionalistas, no nacionalistas vascas y nacionalistas españolas sostienen que los vascos son parte integrante de la nación española, constituidos en las provincias de Álava, Guipúzcoa y Vizcaya, conforme se recoge en el artículo 7.1 del Estatuto de Autonomía del País Vasco, que dice:

A los efectos del presente Estatuto tendrán la condición política de vascos quienes tengan la vecindad administrativa, de acuerdo con las Leyes generales del Estado, en cualquiera de los municipios integrados en el territorio de la Comunidad Autónoma.

Existe otra tendencia alejada de posicionamientos políticos, por la que se llama vascos a los habitantes u oriundos de la región socio-cultural situada a ambos lados de los Pirineos que ocupa territorios de Vizcaya (Bizkaia), Guipúzcoa (Gipuzkoa), Álava (Araba) y Navarra (Nafarroa) en España, y de Sola (Zuberoa, Soule), Baja Navarra (Nafarroa Beherea, Basse Navarre) y Labort (Lapurdi, Labourd) en Francia. Se entiende que el nombre Euskal Herria o Vasconia comprende ese territorio y a sus habitantes.
Por el contrario, las tendencias nacionalistas e independentistas, que defienden la existencia de lo vasco como condición nacional más que como mero grupo étnico, promueven el reconocimiento de la condición de vasco a los naturales de las tres provincias que integran la Comunidad Autónoma del País Vasco, a quienes integran la Comunidad Foral de Navarra, de las antiguas provincias francesas de Baja Navarra, Labort y Sola, denominadas colectivamente Iparralde (País Vasco Francés) como asimismo a los integrantes de la diáspora vasca repartida en el mundo. En medio de la polémica, la mayor parte de la sociedad de Navarra está conforme con la actual situación política que afirma la división en dos comunidades autónomas diferenciadas, independientemente de su sentimiento identitario.

## Etimologías
La palabra castellana «vasco» viene del latín uasco (tema en -n, oblicuo vascon-, plural vascones); mientras que «vascuence» viene del latín tardío Vasconĭce.
Una de las teorías sobre el origen del latín vasco es que viene del latín boscus o buscus, que significa "bosque". Entonces vascones significaría el "pueblo que vive en el bosque". Pero esta etimología se considera hoy en día probadamente errónea, ya que boscus o buscus en latín es una palabra de la Edad Media, derivada probablemente de arbustus, bajo la posible influencia del germánico busk o bosk, cuyo origen también es desconocido.
Otra teoría es que vasco deriva del término basoko del euskera común, donde baso- significa bosque, y -ko es la terminación que indica de, o del lugar de, literalmente "del bosque." 

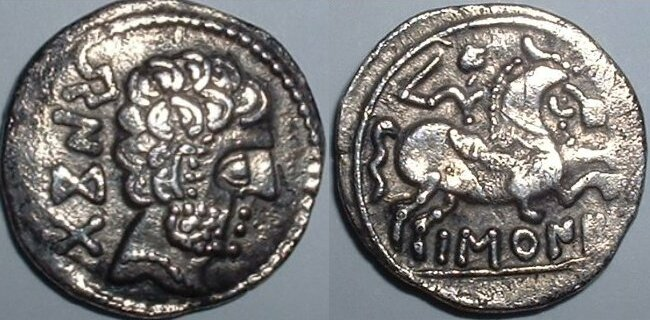
Anverso y reverso de la moneda íbera con la inscripción Barscunes.

Para añadir misterio al origen de la palabra, varias monedas de los siglos I y II a. C. que se encontraron en el norte de España llevaban la inscripción barscunes escrita en alfabeto íbero. El origen de este vocablo es desconocido, pudiendo ser tanto de origen vasco, como un apelativo usado por sus vecinos celtas o íberos. La ceca de origen no es segura, pero podría ser Pamplona o Rocaforte, área en la que los historiadores creen que vivían los vascos.
Hoy en día se cree que el latín vasco viene de una raíz vasca y aquitana empleada por esos pueblos para citarse a sí mismos. Esta raíz es eusk-, que es muy próxima al latín vasco. También existió un pueblo aquitano al que los romanos llamaron “ausci” y que parece venir de la misma raíz.

## Vascos, euskaldunes y euskera
Tradicionalmente en euskara o vasco, los vascos o hablantes del euskara se llaman a sí mismos en plural euskaldunak, en singular euskaldun, formado por la raíz euskal- ("Euskara o Vasco (lengua)") y el sufijo de tenencia -dun ("poseedor"), literalmente significaría "poseedor del euskara" o "el que posee el euskara", que se traduce al castellano como "vascohablante".
Del mismo modo, los hablantes del euskara o euskaldunes (euskaldunak) llaman al resto de los no hablantes del euskara o hablantes de otros idiomas en plural erdaldunak, en singular erdaldun, formado con la raíz erdal- ("Idioma ajeno o extraño al euskara") y el sufijo -dun ("poseedor"), literalmente significa "poseedor del erdara" o "el que posee el erdara", no hay una traducción exacta al castellano de este término, el más cercano sería "hablante del erdara", y "erdara" son todos los idiomas existentes salvo el euskara. En euskara el término "erdaldun" es parecido al del "bárbaro" que los antiguos griegos utilizaban para denominar al resto de naciones o países que se encontraban fuera de la cultura helénica o el mundo griego, su significado era algo así como "extraño" o "extranjero", alguien que no hablaba el idioma griego.
Hay que resaltar que no todos los vascos hablan euskera (euskaldunak) y que no todos los que hablan euskera son vascos (los no vascos que aprenden vasco son también euskaldunak). Pero el vocablo euskaldun se usa (aunque esté mal etimológicamente) tanto para vascos que no hablan euskera, como para vascos y no vascos que sí lo hablan.
En el siglo XIX, Sabino Arana, para remediar esta ambigüedad, acuñó un neologismo cargado de sentido político, la palabra euskotar, en plural euskotarrak, que significa persona étnicamente vasca, hable o no vasco. Pero este término ya no se emplea en el habla actual.
También se utiliza euskal herritar, que es el gentilicio de Euskal Herria.
Estos vocablos vascos son el origen del nombre que en vascuence se usa para designar su idioma: euskara. Los investigadores modernos han reconstruido la pronunciación y el vocabulario del vasco antiguo, y Alfonso Irigoyen propone que la palabra euskara procede del verbo "decir" en vasco antiguo, que se pronunciaba enautsi (mantenida en formas verbales como el vizcaíno dinotzat, yo le digo), y del sufijo -(k)ara ("forma (de hacer algo)"). Por tanto euskara significaría literalmente "forma de decir", "forma de hablar". Se encuentran evidencias de esta teoría en el libro Compendio Historial escrito en 1571 por el escritor vasco Esteban de Garibay, que escribió como nombre nativo de la lengua vasca "enusquera". Sin embargo, como la mayoría de los temas relacionados con la historia vasca, esta hipótesis no es totalmente segura.
En el siglo XIX, el activista nacionalista vasco Sabino Arana pensó que la raíz original de euzko era eguzkiko ("del Sol", dando a entender una religión solar). Y desde aquí creó el neologismo Euzkadi para su supuesto País Vasco independiente. Esta teoría está hoy en día totalmente desacreditada, siendo la única etimología sería la de enautsi y -(k) ara, pero el neologismo Euzkadi, en su escritura regularizada Euskadi, es ampliamente empleado en vasco y en español.

## Historia

### Origen de los vascos
El origen de los vascos ha llevado a muchas teorías, desde su llegada al País Vasco con el Hombre de Cro-Magnon hasta el origen legendario de Tubal o el parentesco con pueblos como los pictos, los habitantes de las islas británicas (especialmente irlandeses y galeses), etruscos, bereberes, etc. Estas teorías se pueden ver en Historia del País Vasco.

### Edad Media
Como ocurre con casi toda la costa cantábrica, hay muy pocas noticias históricas del País Vasco a partir del hundimiento del imperio romano y la invasión de los pueblos germánicos.

#### Roncesvalles
En el año 778 el ejército de Carlomagno sufrió un duro revés en Roncesvalles. Se desconoce quiénes fueron los atacantes, y los historiadores manejan varias hipótesis. La primera dice que una coalición de vascones y musulmanes; la segunda, una combinación de vascones de ambas laderas del Pirineo. Una tercera, vascones ultrapirenaicos descontentos con el fortalecimiento del régimen franco en Aquitania. Hay otras que sostienen que fueron solo musulmanes, que es la que canta la Canción de Roldán.

#### La Reconquista
En el siglo IX surge el reino de Pamplona, como una coalición de tribus vasconas, e Íñigo Arista (816-852) se nombró Buruzagien buruzagia (euskera: Jefe de jefes). Años más tarde, a comienzos del siglo X, Sancho Garcés I fue coronado como rey al formalizarse la creación del reino cristiano.

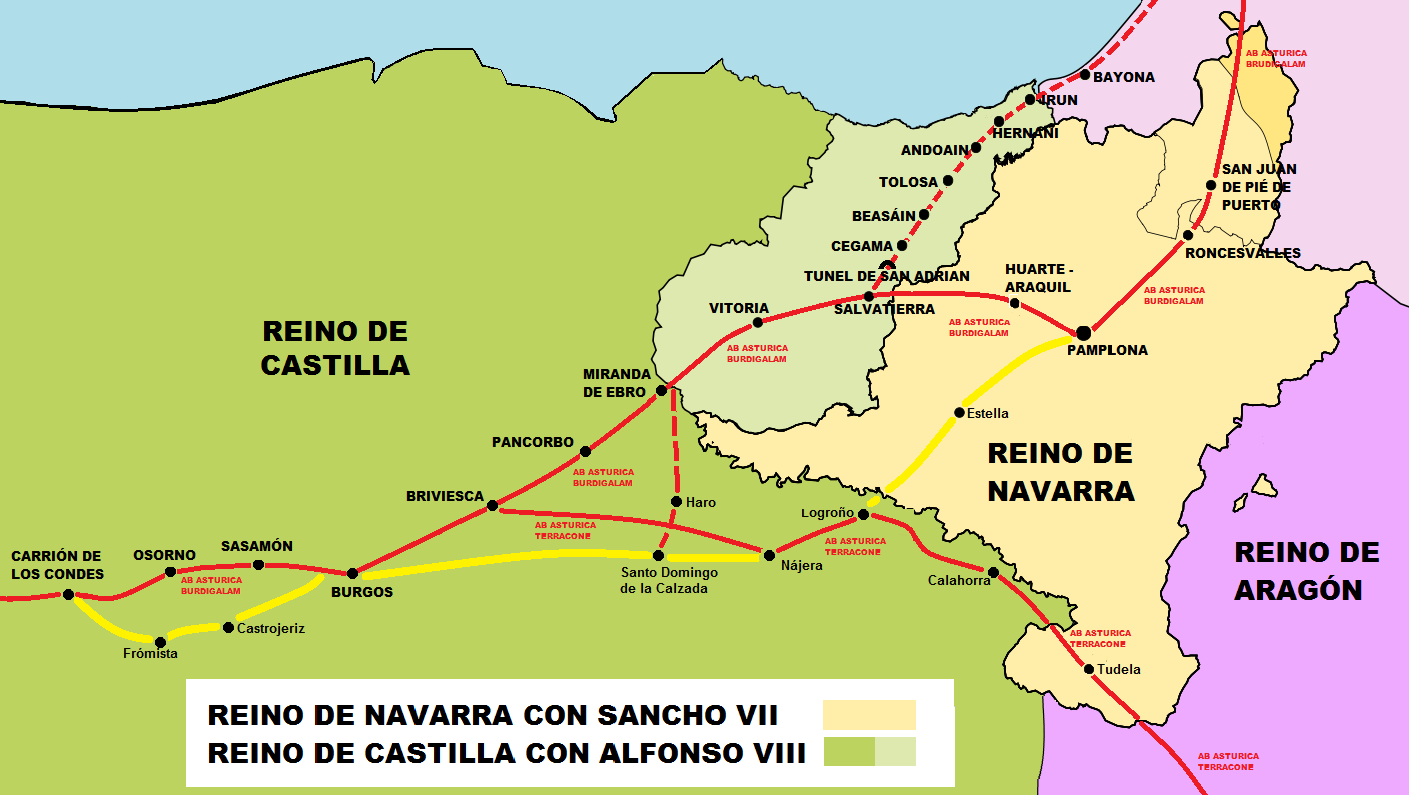
Reinos de Castilla y de Navarra y de la situación de los territorios vascos. Año 1200.

Casi toda la parte occidental del actual País Vasco (Guipúzcoa, Vizcaya y Álava) fue parte del Condado de Castilla (más tarde reino y Corona de Castilla) y alternativamente parte del Reino de Navarra.
Los vascongados tomaron parte activa en la Reconquista repoblando nuevos territorios y participando con sus naves en la conquista castellana de Andalucía. Mientras que los vascones para el siglo XIII dejaron de tomar parte activa en la Reconquista casi totalmente tras perder la frontera con los musulmanes.

### Desde el Renacimiento hasta elsigloXIX

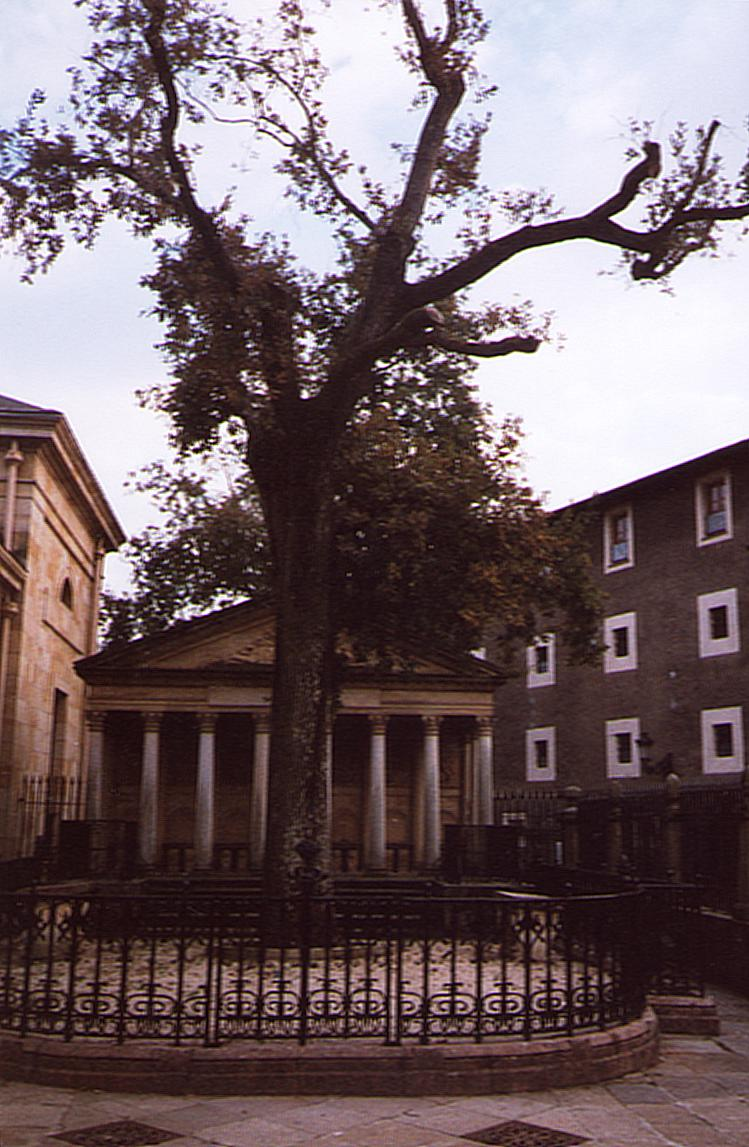
El Árbol de Guernica es el símbolo de las libertades vizcaínas.

A principios del siglo XVI la zona del norte de la actual Navarra se debatía entre su pertenencia a la floreciente Castilla o al reino de la casa de Albret, de corte francófilo. Así Castilla (incluidos los territorios del Señorío de Vizcaya y Guipúzcoa) se suman y apoyan a aquellos que pulsan por su pertenencia y anexión a Castilla. De esta manera tras la toma de Pamplona por las tropas del duque de Alba en 1513, las Cortes nombran a Fernando el Católico rey de Navarra y este anexa Navarra a Castilla. Navarra queda dividida en dos. La parte sur en manos castellanas y la parte norte como reino independiente hasta ser absorbido por Francia.
Marinos y exploradores vascos participan activamente en la conquista de América.

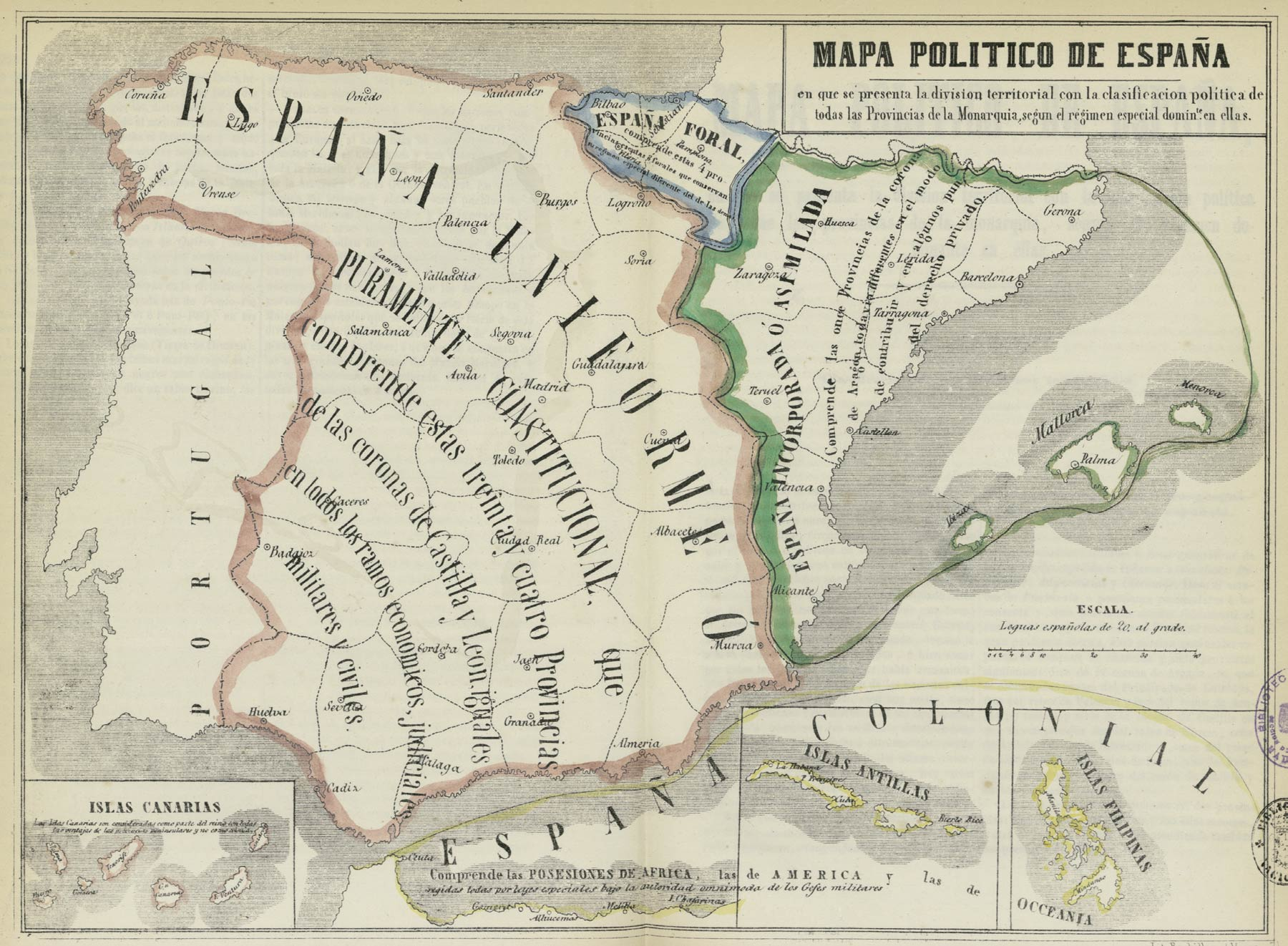
La España política en 1854, después de la primera guerra Carlista

En España, durante las varias guerras civiles que sufrió en el siglo XIX, los fueros fueron defendidos por los tradicionalistas y nominalmente absolutistas carlistas, mientras que los liberales se oponían a ellos. Las zonas rurales de las Provincias Vascongadas y Navarra apoyaron a los carlistas, en tanto que las zonas urbanas se manifestaban fieles a los principios del liberalismo.

### Historia moderna
El Nacionalismo Vasco aparece al final del siglo XIX.
En 1931 España se convirtió en República. Sin embargo, los vascos tuvieron que esperar hasta el inicio de la guerra civil española para conseguir un estatuto de autonomía que solo tuvo nueve meses de vigencia.
Aunque no hay duda de que una de las muchas atrocidades de esa guerra fue el Bombardeo de Guernica, que, ni siendo el primero ni el más grave, fue el más conocido mediáticamente, gracias al cuadro de Picasso.
En 1937 tropas del  Eusko Gudarostea del Gobierno Autónomo Vasco se rindieron en Santoña a los italianos aliados del general Franco. Considerando a Vizcaya y a Guipúzcoa "provincias traidoras", Franco abolió sus fueros, manteniéndolos en Álava y Navarra.
Después de la guerra se diseñaron planes que permitieron un gran desarrollo industrial en las provincias vascongadas.
En la década de 1960 apareció un movimiento terrorista independentista conocido por sus siglas ETA, que vienen de Euskadi Ta Askatasuna, esto es, «País Vasco y Libertad». En 1981 hubo una escisión dentro de ETA pero hubo miembros que consideraron los adelantos democráticos inadecuados y siguieron con el terrorismo.
El final de la dictadura franquista y la instauración de un régimen democrático y descentralizado trajeron consigo la creación de una Región Autónoma Vasca en España, donde, por primera vez en la historia, estaban unidas tres provincias vascas. Entre 1979 y 1983, el País Vasco y las áreas de su entorno han conseguido una autonomía limitada.

## Geografía y distribución
El área española que forma la actual comunidad autónoma de País Vasco está formada por tres provincias: Álava, Vizcaya y Guipúzcoa. Viven en el País Vasco 2.123.000 personas: 279.000 en Álava; 1.160.000 en Vizcaya; y 684.000 en Guipúzcoa. Las ciudades más importantes son: Bilbao (en Vizcaya), San Sebastián (en Guipúzcoa) y Vitoria (en Álava). Tanto el español como el euskera son lenguas oficiales. Un 32% de la población habla euskera. Este porcentaje, debido a los cambios políticos después de la constitución de 1978, va creciendo.

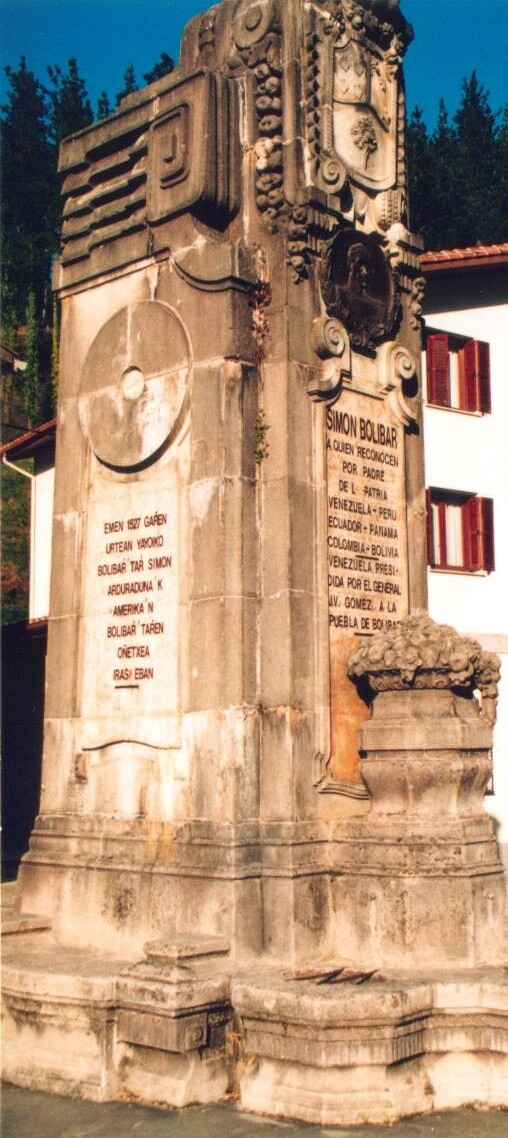
Monumento a Simón Bolívar en el poblado de Bolívar, tierra de los antepasados del Libertador.

También hay una importante población que se considera y define como vasca en Navarra, así como en Francia, en Labort, Baja Navarra y Sola. También hay presencia étnica vasca en toda España (García es un apellido de origen vasco y es el más numeroso en España), en muchos países de América, como en Argentina, Colombia, Perú, Chile, Venezuela, México, Uruguay, Brasil (el fundador de la ciudad de São Paulo, José de Anchieta era de origen vasco - Antxeta) y algunas comunidades en Estados Unidos (Idaho, Nevada oriental, sur de Texas y California) adonde emigraron como pastores de ovejas.
Algunas peculiaridades socioculturales son el hecho de que muchas veces el nombre de una familia —apellido— es el de la casa en la que una vez vivió. Los apellidos eusquéricos pueden traducirse por la cumbre de la colina, casa del cura, casa nueva, casa del río o con la pervivencia de una familia en una localidad determinada, relacionados con la localización de su casa ancestral. También hay apellidos vascos no eusquéricos iguales a los castellanos especialmente en las áreas donde el euskera dejó de hablarse hace siglos, como en las Encartaciones o en gran parte de Álava.
Algunos autores han señalado el régimen matriarcal de la sociedad vasca, concepto que aún perdura en muchas familias. No obstante, hoy en día se señala como muy extendida la estructura familiar "patrilineal", calificada a veces como "machista", en la que el padre ocupa la posición más alta en la familia, debido a la mayor influencia de las culturas vecinas.
Debido a la costumbre de la conservación de la casa, por la que el hijo mayor heredaba el patrimonio familiar, los hijos menores carecían de recursos, por lo cuale se alistaban como mercenarios en el ejército, formaban parte de órdenes religiosas o emigraban hacia el resto de España o Francia y a América. Muchos conquistadores, como Lope de Aguirre, eran vascos.

## Diáspora vasca

### Argentina
El destino de la mayoría de los emigrantes vascos fue Argentina pero se diluyó entre el alto número de inmigrantes del resto de España. La cultura vasca contribuyó mucho a la cultura argentina. Hay centros culturales vascos en muchas ciudades, así como frontones y escuelas de euskera o vasco. Muchos lugares tienen nombres vascos, incluido su principal aeropuerto internacional, Ezeiza. Varios presidentes de esta república poseían apellidos de origen vasco, como Yrigoyen, Aramburu, Urquiza, José E. Uriburu y el dictador José Félix Uriburu (sobrino de este último), sin mencionar otras figuras importantes, como Eva Duarte (originalmente Duhart) y el Che Guevara. Se estima que hay unos 15 000 apellidos de origen vasco en Argentina y que alrededor del 10% de la población argentina tiene ancestros vascos.

### Chile
Chile ha recibido muchos emigrantes vascos a través de su historia, y es el país que más vascos proporcionalmente tiene en su haber. Para describir la relación vasco-chilena, se cita a Miguel de Unamuno, quien decía para corroborarlo:

"hay al menos dos cosas que claramente se le pueden atribuir al ingenio vasco: la Compañía de Jesús y la República de Chile."

Se estima entre 1.600.000 (10%) y 3.200.000 (20%) los chilenos que ostentan algún apellido vasco.
Dentro de las personalidades más importantes en la historia de Chile con ascendencia y apellidos vascos se cuentan por ejemplo muchísimos presidentes, como Federico Errázuriz Echaurren, Federico Errázuriz Zañartu, Germán Riesco Errázuriz, Juan Luis Sanfuentes Andonaegui, Emiliano Figueroa Larraín, Salvador Allende Gossens, Patricio Aylwin Azócar y Sebastián Piñera Echenique, el santo jesuita Alberto Hurtado Cruchaga, el dictador Augusto Pinochet Ugarte, y los dos Premios Nobel de Literatura, Pablo Neruda (Neftalí Reyes Basoalto) y Gabriela Mistral (Lucila Godoy Alcayaga), quien de sí misma decía "soy una india-vasca" y que donó su premio a los niños vascos.

### Colombia
Fue también muy importante, en la época colonial, la migración vasca hacia Colombia, especialmente hacia los departamentos de Antioquia y Viejo Caldas, donde son muy comunes los apellidos vascos, como Aristizábal, Ardila, Gaviria, Múgica, Uribe, Echeverry, Echavarría, Henao, Arrieta, Lezama, Orozco, Bayona, Zúñiga, Saldarriaga, Zuluaga, Aramburo, Foronda, Lezcano, Olano, Giraldo, Londoño o apellidos gascones como Mondragón. La gran mayoría de la población de la región paisa (Antioquia, Caldas, Risaralda, Quindio, noroccidente del Tolima y norte del Valle) descienden directamente de los vascos, así mismo en el departamento de Boyacá se encuentra el apellido Aranguren.
Los historiadores norteamericanos Everett Hagen y Leonard Kasdan se dedicaron a estudiar esa relación: Hagen consultó la guía telefónica de Medellín en 1957 y constató que un 15% de los apellidos era de origen vasco y se percató de que, dentro de los empresarios y personajes importantes, el porcentaje de los apellidos constituía hasta un 25%.
Solo en el departamento de Antioquia se calcula que el 40% y 70% de su población tiene ascendencia directa del País Vasco Mientras que el número se incrementa de 3.400.000 (7%) a 5.525.000 (12%) en el resto de Colombia.
En época virreinal llegaron a las ciudades de Tunja y Popayán varias familias navarras de origen vasco:
Zúñiga, Zubieta, Zárate, Zamudio, Vizcaíno, Vergara, Veloza, Velazco, Velásquez, Velandia, Vargas, Valenzuela, Useche, Uscátegui, Urrutia, Uriza, Uricoechea, Mendoza, Leguizamón, Giménez, Goyeneche, Gorraiz, Godoy, Garay, Gaona, Gamboa, Galindo, Espitia, Eraso, Duarte, Chacón, Contreras, Cárdenas, Borda, Bolívar, Bohórquez, Bernal, Bayona, Atehortúa, Ayala, Avendaño, Arévalo, Araque, Amaya, Aguirre, Ibarra, Iriarte, Mendieta, Mojica, Muñóz, Olave, Olano, Orozco, Ortega, Ortíz, Ospina, Otálora, Ricaurte, Suescún,  destacando el apellido Guevara de Álava al que pertenece una de las casonas más señoriales del Conjunto Monumental de Tunja.
Después de la independencia la inmigración europea en Colombia tuvo un estancamiento importante, pero logró reactivarse a mediados y finales del siglo XIX y el nuevo siglo, procedente gran parte del Norte peninsular, teniendo como motivo principal las guerras carlistas que a dicho país azotaban, haciendo que muchos vascos, acompañados de navarros y aragoneses decidieran buscar una nueva vida en América y Colombia, además de una nueva oleada durante el crecimiento industrial de Antioquia. 
Los vascos y los navarros poblaron Antioquia y todo el Eje Cafetero así como otras regiones. La influencia que dejaron incluye aspectos culturales, lingüísticos y arquitectónicos.  Estas tradiciones incluyen las trovas (desafíos  musicales en forma de versos improvisados), la afición por la carne de cerdo y por los fríjoles, la danza del machete, se puede apreciar similitudes claras en el vestuario típico masculino, como lo es el traje blanco, las alpargatas, y el uso de pañuelos rojos en el cuello.
En términos lingüísticos el acento de los antioqueños y caldenses (conocidos como paisas) tiene su origen en el norte de España, entre la zona de Navarra, el País Vasco y Aragón, compartiendo elementos como la entonación, la pronunciación apicoalveolar de la /s/, el alargamiento de vocal final o el uso del diminutivo -ico en algunas palabras.

Para señalar como una primera característica del lenguaje que identifica a los nacidos en esta región, hay que remitirse a la zona de Aragón y Castilla, especialmente de la región montañosa que limita con el País Vasco, en la España de la época de conquista. De allí llegaron los españoles que asumieron el reto de poblar estas tierras montañosas...Las agrestes montañas llevaron a que las primeras comunidades fueran muy cerradas, muy endógenas, que provocaron la sensación de que el tiempo se les quedó como estancado...Si se comparan los acentos de las personas del oriente antioqueño, que fueron las comunidades más cerradas, con la gente de las montañas de Navarra o  Aragón, el acento es casi el mismo, pero poniéndole la zeta... Jota Villaza

Más tarde durante el exilio de 1936, varias familias vascas y navarras migraron hacia Colombia. Muchas de estas familias eran vascohablantes y produjeron incluso textos en euskera sobre poesía, como El Parnaso Colombiano. De igual forma, tradujeron del castellano al euskera algunas obras literarias de autores colombianos. En la ciudad de Medellín podemos encontrar un Centro de Estudios Vascos, donde se puede, incluso, asistir a clases de euskera.

### Cuba
Existe un grupo de descendientes de vascos en el Caribe, en las colinas de Esperón en la provincia de La Habana, donde se asentaron durante el período colonial español.[cita requerida]

### Estados Unidos
La mayor comunidad de vascos en Estados Unidos está en la gran área de Boise (capital de Idaho, donde dicen que residen unos 20 000 vascos).[cita requerida] Boise acoge el "Basque Museum & Cultural Center" (Museo y centro cultural vasco). En la zona próxima a este centro hay muchas tiendas y restaurantes en los que se hace notar la cultura vasca en el llamado "Basque block". El actual alcalde de Boise, David H. Bieter, es de origen vasco, al igual que el ex secretario de Estado de Idaho, Pete T. Cenarrusa (quien, de hecho, es vascoparlante), el exgobernador y exsenador de Nevada Paul Laxalt y el actor Héctor Elizondo.

### México
La presencia de la comunidad de origen vasco en México ha sido amplia en ámbitos políticos, culturales y económicos. Al independizarse México, se constituyó el Imperio Mexicano. El emperador, Agustín de Iturbide, era de ascendencia vasca. Otros presidentes con apellidos vascos fueron Venustiano Carranza y Luis Echeverría, y Vicente Fox es hijo de Mercedes Quesada Etxaide, emigrada de niña a México. Ernesto Uruchurtu fue jefe del Departamento del Distrito Federal desde 1952 hasta 1966, siendo ratificado en dos ocasiones en su cargo, hecho único en el México posrevolucionario. La periodista Carmen Aristegui es hija de Helios Aristegui, quien llegó como refugiado de la guerra civil española.
En la vida económica del país, el número de familias de origen vasco es notable. La principal empresa televisora del país, Televisa, encuentra sus orígenes en la emisora XEW-AM, fundada en 1930 por Emilio Azcárraga Vidaurreta; hoy en día es administrada por su nieto, Emilio Azcárraga Jean.
Dos de las principales cadenas de tiendas de autoservicio fueron fundadas por descendientes vascos: La actual Walmart México resultó de la adquisición de Aurrerá, fundada por los hermanos Arango y que operó bajo dicho nombre (que en vasco significa Adelante) de 1958 a 2000, y Chedraui, que fue dominante en la región del Golfo de México, y en los últimos años se ha extendido al resto del país.
Y no puede dejar de mencionarse el impacto que tuvo el exilio republicano español en México, así como la importante cantidad de vascos que formaron parte de aquel nutrido grupo, demasiados para hacer un recuento pormenorizado de familias. La asociación Vascos México ofrece y reseña diversas actividades culturales que relacionan a ambas naciones.

### Perú
Existe buena proporción de peruanos de origen vasco, diseminados en todo el país, contándose muchos apellidos de este origen entre los más numerosos a nivel nacional. Los descendientes directos e indirectos de vascos en el Perú oscilan en alrededor de 5-6 millones de personas, equivalente al alrededor del 18,0%-20,0% del total nacional.
Su historia se remonta a la conquista del Perú, cuando llegaron numerosos emigrantes vascos que se hacían notar por su lengua y destacaban por su destreza marinera, arrojo e intrepidez. Se les conocía como los vizcaínos. Con el tiempo, la migración vasca se incrementó, al punto que, dice el estudioso americano William A. Douglas, las autoridades de Vizcaya hacían llamamientos contra la emigración, pues alegaban que faltaban hombres, sobre todo de los puertos, y muchas mujeres quedaban sin casarse, «solteras y más expuestas a pecar y falta de propagación». La presencia vasca en el Perú de entonces se caracterizó, pues, por su carácter marinero, su espíritu de grupo y aventurero. 

### Uruguay
Se estima que hasta el 10% de la población de Uruguay es descendiente de vascos. La primera ola de inmigrantes vascos al Uruguay llegó desde el País Vasco francés, comenzando alrededor de 1824. El expresidente José Mujica es uno de ellos.

### Venezuela
En Venezuela existe una comunidad muy importante; este país acogió miles de inmigrantes vascos después de la mitad del siglo XX. En la actualidad el Centro Vasco de Caracas con 600 familias, predominando vizcaínos y alaveses, es uno de los más importantes del mundo. Construido en el barrio El Paraíso sobre una parcela de 10 000 m², fue inaugurado en la primera quincena de marzo de 1950 bajo la presidencia del lendakari José Antonio Aguirre, acompañado por Joseba Rezola y Jesús Galíndez. Es un edificio inspirado en el modelo caserío palaciano, de dos plantas, bar, sala de reuniones, biblioteca, despachos, restaurante, ikastola, piscina y frontón de 45 m de largo. Simón Bolívar, tenía antepasados vizcaínos. En la tierra de sus antepasados, Bolívar, en Vizcaya, además de un monumento que caracteriza al poblado, existe un museo donde se exhiben documentos sobre los antepasados del Libertador.

## Acusaciones de ataques a la cultura vasca
Según el filólogo e historiador navarro Arturo Campión hay dos tipos de ataques a la lengua vasca, unos exteriores y otros interiores. Según Arturo los exteriores fueron consecuencia de la política; aun así los considera menos peligrosos que los interiores. Por ejemplo, el Reino de Navarra, en 1628 fue el último territorio vascohablante peninsular en hacer oficial la necesidad de saber castellano para ser alcalde, siguiendo el ejemplo de Guipúzcoa y Vizcaya.
Tanto desde España y Francia, como desde el propio País Vasco y Navarra, se intentó, en ocasiones, suprimir la lengua y la identidad cultural de los vascos. Así, en los inicios del régimen franquista, se suprimieron los fueros de Vizcaya y Guipúzcoa, mientras que Álava y Navarra, que apoyaron al régimen, pudieron seguir con su régimen particular. En los años 1950 se permitió la continuación de los trabajos de la Real Academia de la Lengua Vasca (Euskaltzaindia) que crearía el batúa o vasco estándar a finales de los '70. También comenzó tímidamente la publicación de libros y algo más tarde la creación de las Ikastolas, que a pesar de ser ilegales durante la dictadura fueron toleradas, pero sometidas a inspecciones.

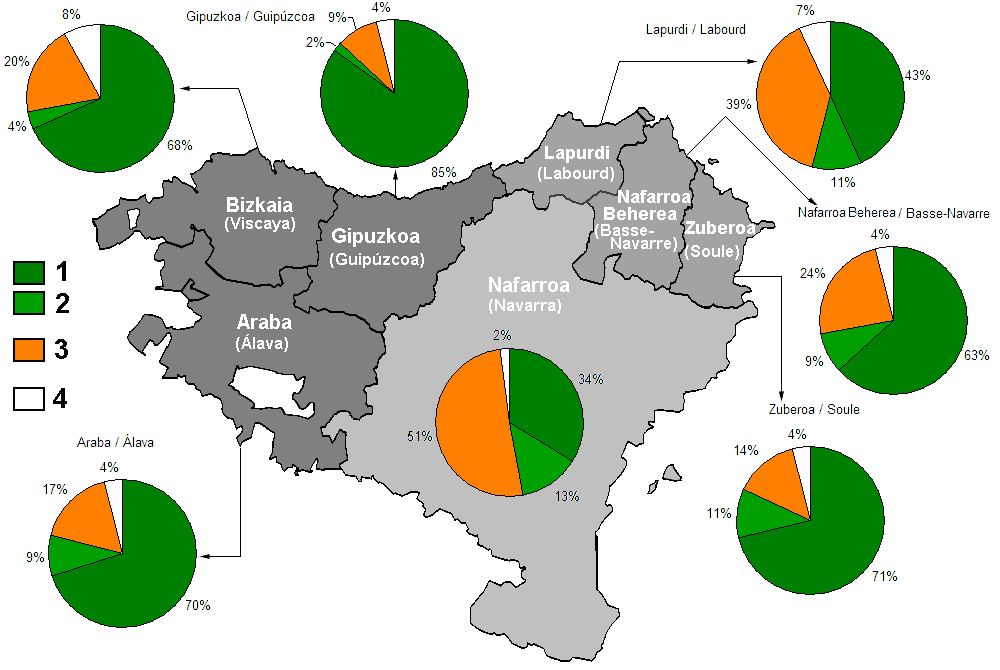
Clasificación de la población según la identidad cultural
¿Se considera Ud. vasco? 1: Sí - 2: Sí en cierta medida - 3: No - 4: No sabe/No contesta

## Cultura
A pesar de la ya superada crisis de la industria pesada, se ha dado un proceso de revitalización de la cultura y lengua vasca, tras el fin de la presión de la dictadura franquista y por primera vez desde hace siglos, el euskera se está extendiendo geográficamente, debido sobre todo a su amplia aceptación en los grandes centros urbanos de Pamplona, Bilbao y Bayona donde hace unas pocas décadas la lengua vasca estaba a punto de desaparecer. La apertura del nuevo Museo Guggenheim en Bilbao es considerada como un símbolo de ese renacimiento cultural.

### Educación
La primera universidad de la región vasca fue la Universidad de Oñate, fundada en 1540 en Hernani y que se instaló en Oñate en 1548. Permaneció de diferentes formas hasta 1901. En 1868 hubo un intento fallido para establecer una universidad vasco-navarra, frustrado por la hostilidad del gobierno central español. La primera universidad vasca moderna fue la Universidad Vasca, fundada en plena guerra civil española el 18 de noviembre de 1936 en Bilbao. Solo funcionó unos meses, hasta la toma de Bilbao por las tropas sublevadas.
Durante el franquismo se fundaron varias universidades, que solo enseñaban en español. Una de ellas, la Universidad de Bilbao, se ha transformado hoy en la Universidad del País Vasco (Euskal Herriko Unibertsitatea).
La enseñanza de la lengua vasca tradicionalmente se realizó en las ikastolas, hoy día los colegios públicos también difunden el conocimiento del euskera a través de los distintos planes y modelos de enseñanza.

### Música
Aurresku: música tocada por un txistu (tipo de flauta) que es bailada de una forma tradicional.

### Idioma
En 2004, prácticamente todos los vascos hablan la lengua dominante de sus respectivos países. Entre Francia y España, aproximadamente un tercio de los vascos hablan su lengua propia, conocida en su idioma como euskera, que ni procede del latín ni es indoeuropea.
Esta lengua única y aislada ha llamado la atención de muchos lingüistas, que han tratado de descubrir su historia y su origen.
Se cree que los primeros escritos en vasco o euskera datan de la Alta Edad Media.

### Religión
La mayor parte de los vascos se declaran católicos, si bien el grado de práctica de la religión es menor.
La región ha sido cuna de muchos misioneros, como Miguel Garicoïts e Ignacio de Loyola (fundador de la Compañía de Jesús).
Un brote de protestantismo en el país vasco francés fue causa de la primera traducción del Nuevo Testamento al euskera, por Joannes Leizarraga. Después de la conversión al catolicismo del rey de Navarra para convertirse en rey de Francia, el protestantismo desapareció prácticamente del País Vasco.
En Bayona existe una comunidad judía formada principalmente por sefarditas que huyeron de España.

#### Religión precristiana y mitología
Hay fuertes evidencias de una religión anterior, que se hacen ver en innumerables leyendas y en algunas tradiciones aún vivas. Esta religión precristiana estaba aparentemente centrada en una deidad femenina superior: Mari y su consorte Sugar. Estas creencias han sobrevivido hasta el siglo XXI de manos de artistas vascos entre los que hay que destacar a Néstor Basterretxea, muchas veces de forma independiente en cuentos o leyendas y en otros casos en idiosincrasia con creencias cristianas, donde lo pagano era perseguido. Destacar el trabajo realizado por el antropólogo Joxemiel Barandiaran.
Las leyendas también hablan de muchos genios y habitantes de los bosques.

### Deportes
El deporte vasco por excelencia es la pelota vasca en sus diferentes modalidades, la más extendida es la pelota a mano. También el deporte principal, como en el resto de Europa, es el fútbol.
También son muy populares los deportes rurales o tradicionales (herri kirolak) como el remo en banco fijo, aizkolaris (cortadores de troncos), harrijasotzailes (levantadores de piedras) etc; y hay grandes deportistas en otros deportes de ámbito internacional, especialmente en escalada, atletismo, ciclismo, vela y rugby.

## Instituciones
Aunque no existe un estado vasco independiente, la comunidad autónoma del País Vasco tiene un amplio grado de autonomía política y cultural. Esto es extensivo a la Comunidad Foral de Navarra.
El partido político EAJ/PNV - "Eusko Alderdi Jeltzalea" en euskera, "Partido Nacionalista Vasco" en español, "Parti Nationaliste Basque" en francés, es un partido político nacionalista de la región vasca y el que más representación tiene en las instituciones.
El partido político Batasuna ("Unidad"), es un partido político independentista y de izquierdas, asociado al grupo terrorista ETA. En marzo de 2003, Batasuna fue ilegalizada en España por una sentencia del Tribunal Supremo, dictada en aplicación de la Ley Orgánica 6/2002, de Partidos Políticos, aprobada por las Cortes Generales, aunque no así en Francia.
Hay muchas otras instituciones vascas importantes en el País Vasco y fuera de él. La mayoría de las organizaciones vascas de los Estados Unidos están afiliadas a la organización NABO (North American Basque Organizations, Inc.)

## Clasificación
Los vascos eran un grupo étnico diferente en su región de origen, desde la cual se expandieron hasta la actual Álava y Vizcaya tras la caída del imperio romano desplazando a los pueblos várdulos. Eran culturalmente y, sobre todo, lingüísticamente diferentes de sus vecinos. Estos rasgos se han ido diluyendo con el mestizaje entre pueblos, tales como celtas, romanos, godos, hispanorromanos y durante la expansión del castellano a lo largo de los siglos. Los primeros castellanos llegaron a partir del siglo X y posteriormente, en mayor número, con la industrialización vasca a partir del siglo XIX. En la actualidad parte de los habitantes de los territorios vascos son de origen castellano, gallego, extremeño y andaluz.
Actualmente, como pueblo europeo que vive en un área muy industrializada, parte de las diferencias culturales con el resto de España y Francia se han ido perdiendo inevitablemente, aunque se ha creado paralela a esta perdida un sentimiento de identidad cultural como pueblo o nación, incluso entre los muchos vascos que han emigrado a otras partes de España, por necesidad o perseguidos por ETA, y en las comunidades vascas de América formadas por los vascos perseguidos por la dictadura franquista tras la guerra civil española.